# Парк Сяншань
Сяншань (кит. 香山; пиньинь: Xiāngshān — букв. «Благоухающая гора») — парк площадью 1,6 км² у подножия гор Сишань на северо-западе Пекина, где расположено множество буддийских храмов. Создан в 1186 при династии Цзинь. На территории парка расположен тибетского стиля храм Чжаомяо, построенный в 1780 в качестве резиденции шестого панчен-ламы во время его визитов к императору Хунли.

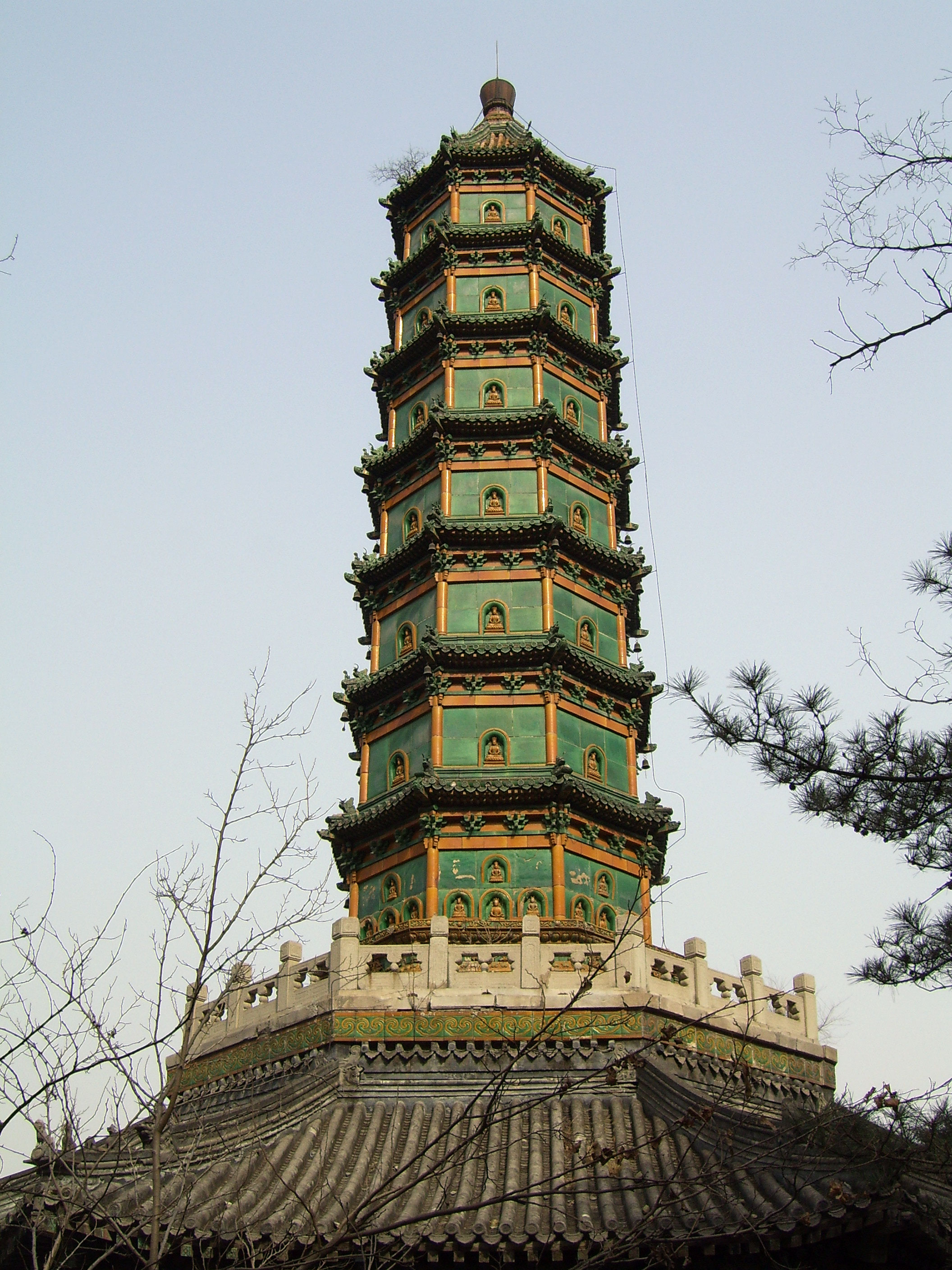
Пагода 40 м высотой рядом с Чжаомяо